# Station Wondelgem
Station Wondelgem is een spoorwegstation langs spoorlijn 58 (Gent - Eeklo) in Wondelgem, een deelgemeente van de stad Gent. Het station Wondelgem is sinds 1950 tevens het beginpunt van lijn 55 (de zogenaamde Dow-lijn) tussen Gent en Terneuzen, die sinds 1961 enkel voor goederenvervoer wordt gebruikt.
Het stationsgebouw dateert uit 1906. Het werd, met enkele bijgebouwen, in 2002 beschermd als monument en de onmiddellijke omgeving, in casu het stationsplein, als stadsgezicht.
Het station van Wondelgem is volgens een onderzoek in 2005 het slechtste station van Oost-Vlaanderen. De NMBS Oost-Vlaanderen beloofde dan ook om dit kleine station als prioriteit in te stellen voor vernieuwingswerken. Ook in het Grote Treinenrapport 2009 van de krant Het Nieuwsblad bleef Wondelgem ondermaats scoren (4/10). Gehekeld werden het gebrek aan sanitair en de moeilijke toegankelijkheid voor rolstoelgebruikers. Sinds 2005 zijn de zijgevels vernieuwd en werden er nieuwe fietsenrekken geïnstalleerd.
Naar aanleiding van het IC/IR-plan, dat een algehele sluiting van niet-rendabele stations vooropstelde, werden op 3 juni 1984 op spoorlijn 58 de stations van Wondelgem, Sleidinge, Waarschoot en Gent-Muide gesloten. Door protesten van onder andere buurtbewoners werden deze stations, op Gent-Muide na, amper 4 jaar later alweer heropend. Wondelgem is gedurende die tijd in gebruik geweest als goederenstation.
Op 1 november 2015 werden de loketten van dit station gesloten en werd het een stopplaats. Met slechts 183 opstappende passagiers per weekdag (telling 2009) was het een van Belgiës kleinste stations met een loket. Dat komt omdat er tevens een seinhuis gevestigd was. Het was dat personeel dat tevens het loket bemande. Een deel van het station is bewoond. Later werd het derde perronspoor verwijderd en werd het eilandperron een zijperron.

## Galerij

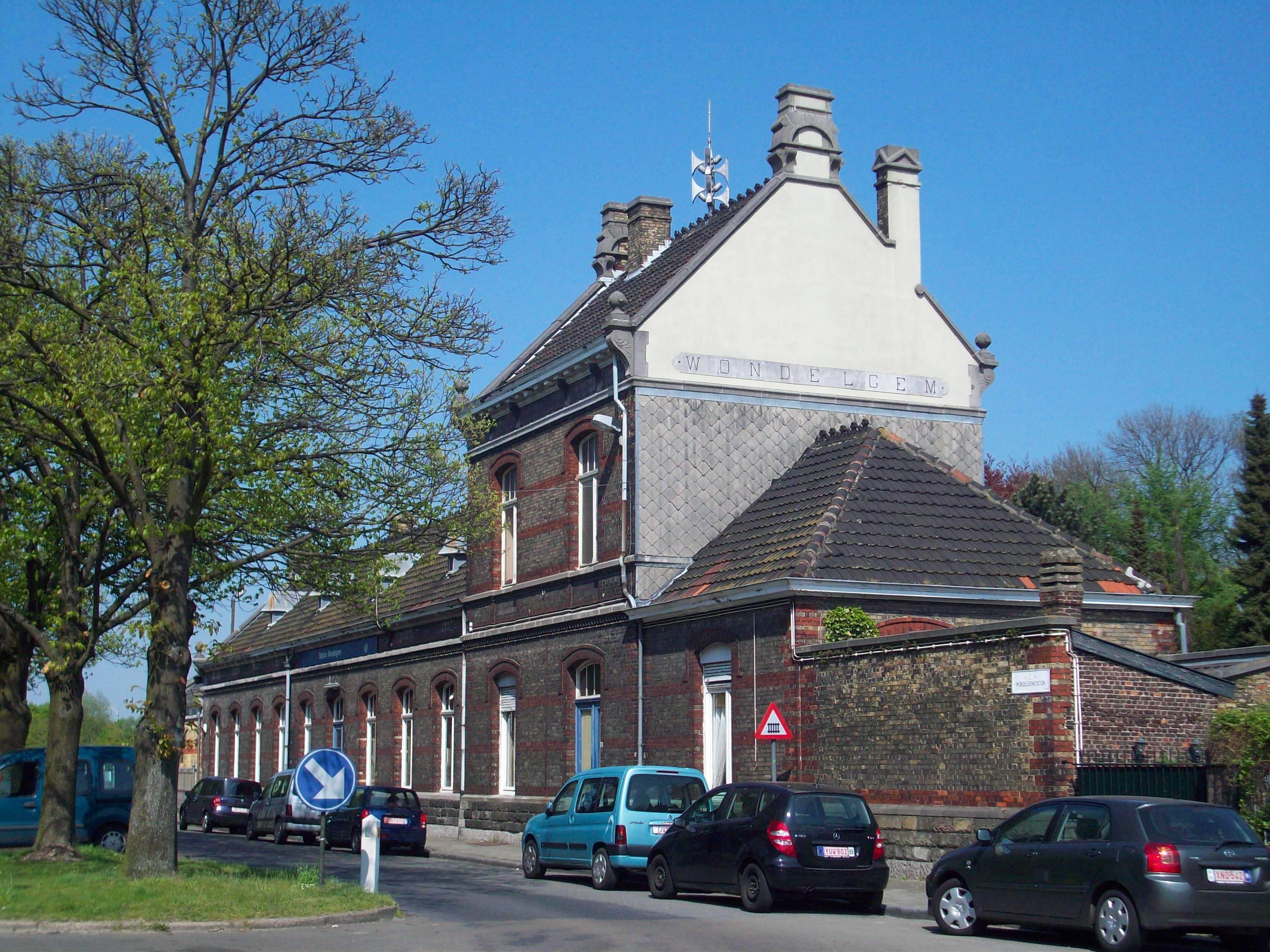
Het station in 2009
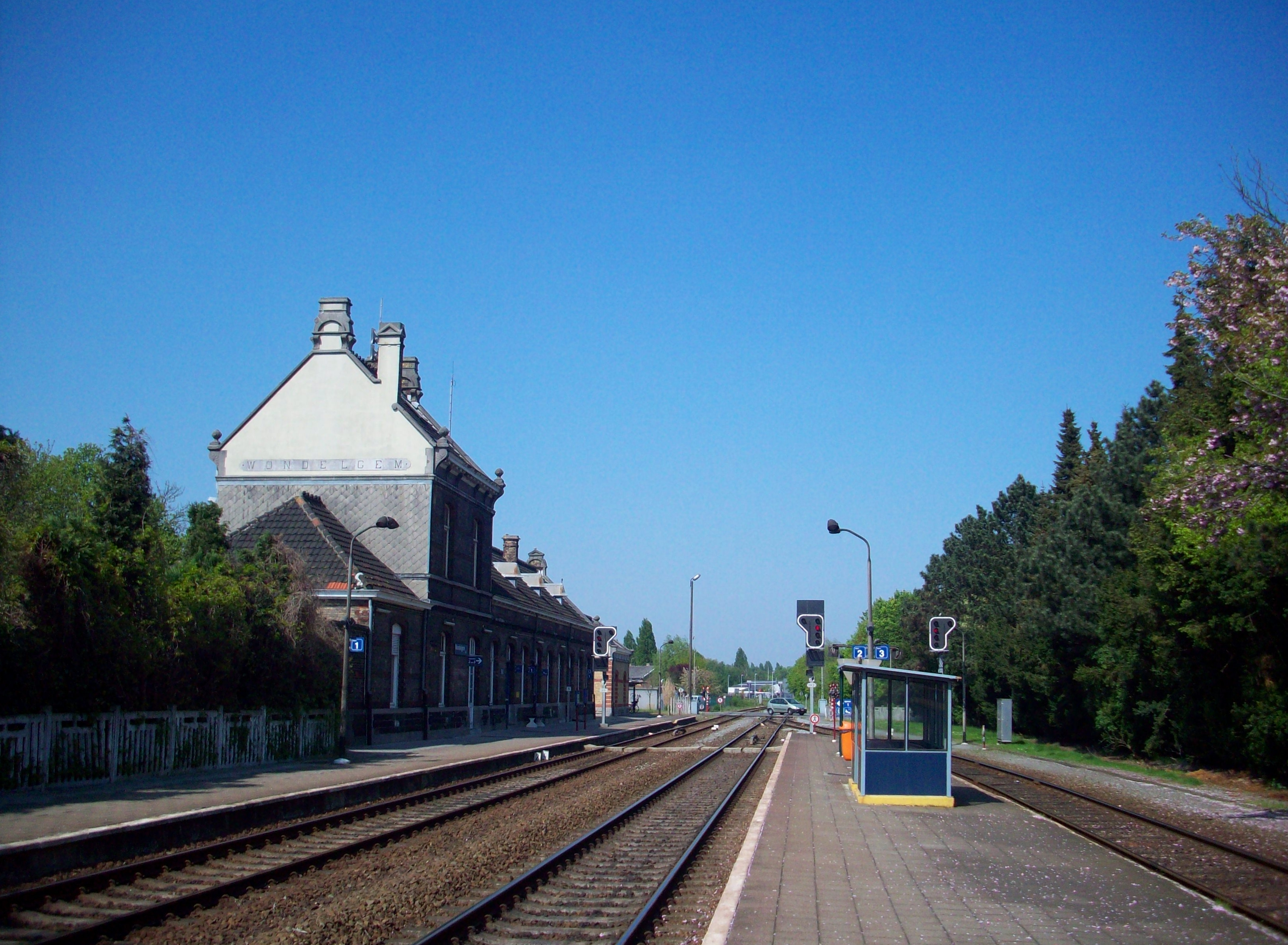
Zicht op de perrons + stationsgebouw in de oudere situatie
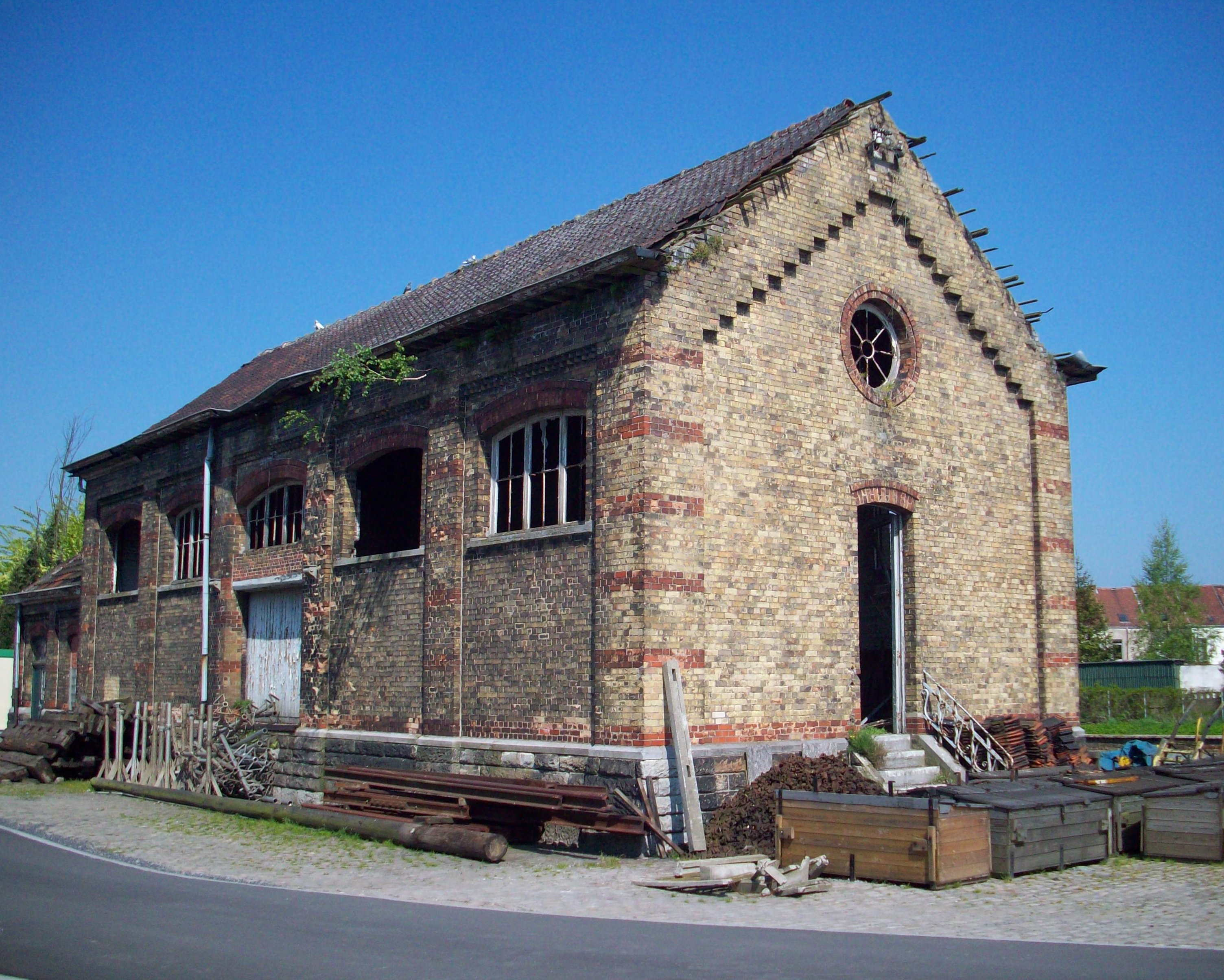
De naastgelegen goederenloods bevindt zich in erbarmelijke toestand
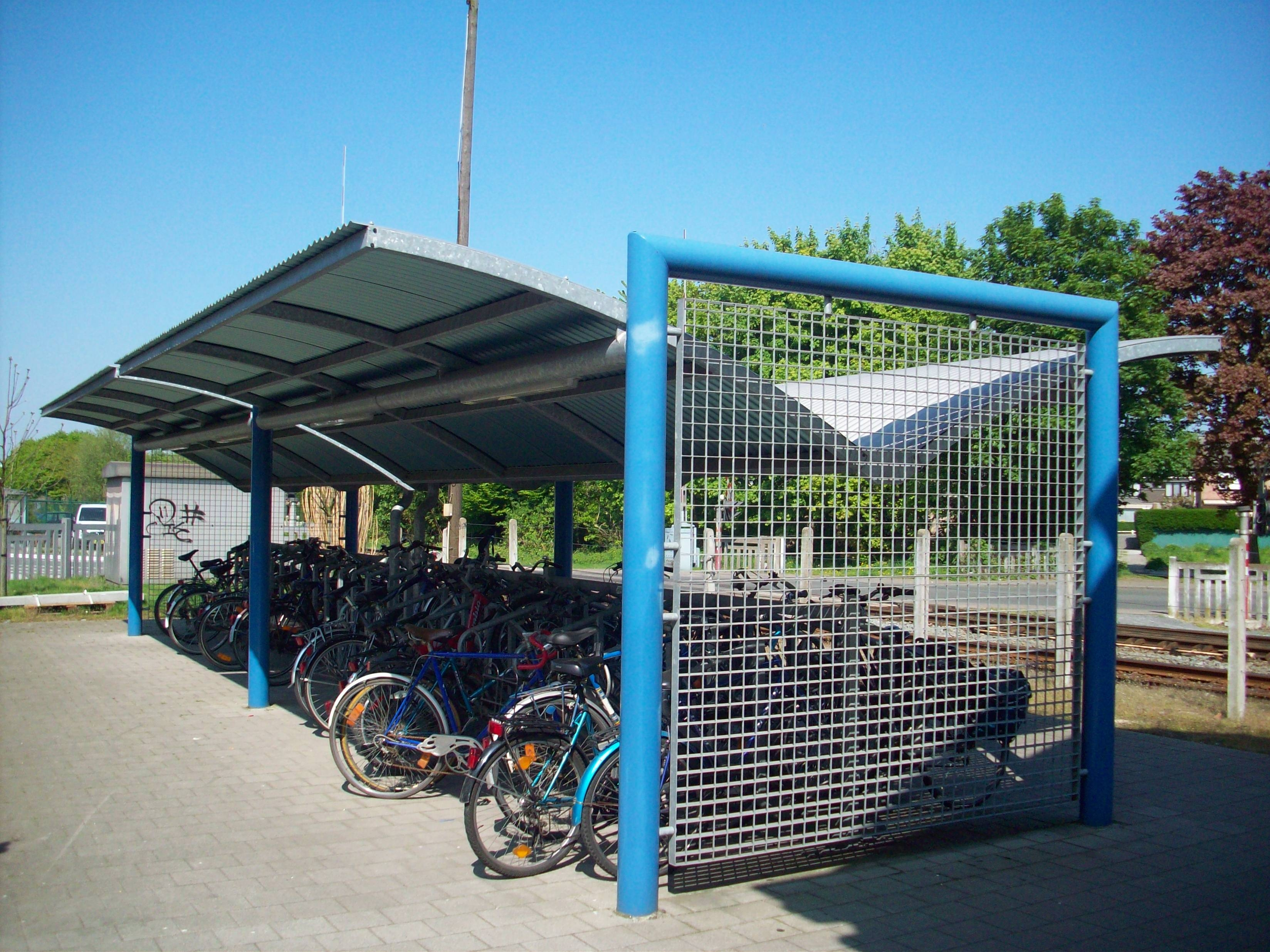
Fietsenstalling

## Treindienst
| Serie       | Treinsoort          | Route                                                      | Bijzonderheden                                    |
| ----------- | ------------------- | ---------------------------------------------------------- | ------------------------------------------------- |
| S 51        | S-trein Gent (NMBS) | Eeklo – Wondelgem – Gent-Sint-Pieters – Oudenaarde – Ronse | Rijdt op zondag 1×/2u.                            |
| P 7084/8084 | Piekuurtrein (NMBS) | Eeklo – Wondelgem – Gent-Sint-Pieters                      | Rijdt alleen op werkdagen, niet tijdens vakanties |
| P 7085/8085 | Piekuurtrein (NMBS) | Eeklo – Wondelgem – Gent-Sint-Pieters                      | Rijdt alleen op werkdagen, niet tijdens vakanties |

## Reizigerstellingen
De grafiek en tabel geven het gemiddeld aantal instappende reizigers weer op een week-, zater- en zondag.
| Tabel: aantal instappende reizigers station Wondelgem | Tabel: aantal instappende reizigers station Wondelgem | Tabel: aantal instappende reizigers station Wondelgem | Tabel: aantal instappende reizigers station Wondelgem |
|                                                       | Weekdag                                               | Zaterdag                                              | Zondag                                                |
| ----------------------------------------------------- | ----------------------------------------------------- | ----------------------------------------------------- | ----------------------------------------------------- |
| 1977                                                  | 243                                                   | -                                                     | -                                                     |
| 1978                                                  | 218                                                   | -                                                     | -                                                     |
| 1979                                                  | 208                                                   | -                                                     | -                                                     |
| 1980                                                  | 193                                                   | -                                                     | -                                                     |
| 1981                                                  | 217                                                   | -                                                     | -                                                     |
| 1982                                                  | 217                                                   | -                                                     | -                                                     |
| 1983                                                  | 172                                                   | -                                                     | -                                                     |
| 1984                                                  | -                                                     | -                                                     | -                                                     |
| 1985                                                  | -                                                     | -                                                     | -                                                     |
| 1986                                                  | -                                                     | -                                                     | -                                                     |
| 1987                                                  | -                                                     | -                                                     | -                                                     |
| 1988                                                  | 104                                                   | 31                                                    | 24                                                    |
| 1989                                                  | 130                                                   | 13                                                    | 17                                                    |
| 1990                                                  | 142                                                   | 15                                                    | 25                                                    |
| 1991                                                  | 126                                                   | 25                                                    | 22                                                    |
| 1992                                                  | 151                                                   | 19                                                    | 28                                                    |
| 1993                                                  | 152                                                   | 40                                                    | 21                                                    |
| 1994                                                  | 107                                                   | 14                                                    | 13                                                    |
| 1995                                                  | 120                                                   | 14                                                    | 9                                                     |
| 1996                                                  | 126                                                   | 18                                                    | 20                                                    |
| 1997                                                  | 145                                                   | 27                                                    | 20                                                    |
| 1998                                                  | 139                                                   | 28                                                    | 31                                                    |
| 1999                                                  | 147                                                   | 22                                                    | 23                                                    |
| 2000                                                  | 172                                                   | 36                                                    | 30                                                    |
| 2001                                                  | 149                                                   | 16                                                    | 11                                                    |
| 2002                                                  | 161                                                   | 20                                                    | 34                                                    |
| 2003                                                  | 162                                                   | 24                                                    | 22                                                    |
| 2004                                                  | 167                                                   | 23                                                    | 25                                                    |
| 2005                                                  | 188                                                   | 30                                                    | 34                                                    |
| 2006                                                  | 161                                                   | 34                                                    | 27                                                    |
| 2007                                                  | 164                                                   | 33                                                    | 28                                                    |
| 2008                                                  | -                                                     | -                                                     | -                                                     |
| 2009                                                  | 183                                                   | 20                                                    | 24                                                    |
| 2010                                                  | -                                                     | -                                                     | -                                                     |
| 2011                                                  | -                                                     | -                                                     | -                                                     |
| 2012                                                  | 182                                                   | 26                                                    | 20                                                    |
| 2013                                                  | 180                                                   | 29                                                    | 17                                                    |
| 2014                                                  | 176                                                   | 35                                                    | 24                                                    |
| 2015                                                  | 123                                                   | 26                                                    | 15                                                    |
| 2016                                                  | 151                                                   | 20                                                    | 26                                                    |
| 2017                                                  | 132                                                   | 23                                                    | 17                                                    |
| 2018                                                  | 177                                                   | 66                                                    | 37                                                    |
| 2019                                                  | 185                                                   | 65                                                    | 25                                                    |
| 2020                                                  | 130                                                   | 49                                                    | 24                                                    |
| 2021                                                  | -                                                     | -                                                     | -                                                     |
| 2022                                                  | 160                                                   | 66                                                    | 47                                                    |
| 2023                                                  | 222                                                   | 59                                                    | 20                                                    |
| 2024                                                  | 208                                                   | 65                                                    | 48                                                    |

Destelbergen · Drongen · Drongensesteenweg · Gentbrugge · Gent-Dampoort · Gent-Heirnis · Gent-Muide · Gent-Noord · Gent-Oost · Gent-Rabot · Gent-Rodenhuize · Gent-Sint-Pieters · Gent-Waas · Gent-Zeehaven · Gent-Zuid · Halewijn · Ledeberg · Merelbeke · Oostakker · Sint-Amandsberg-Westveld · Sint-Denijs-Westrem · Wondelgem
0,0: Gent-Sint-Pieters ·
3,9: Drongensesteenweg ·
4,6: Mariakerke ·
6,2: Eecloweg ·
7,8: Lindestraat ·
8,6: Wondelgem ·
12,1: Langerbrugge ·
15,0: Doornzele ·
16,4: Terdonck-Cluysen ·
19,8/21,1: Ertvelde ·
22,2/23,5: Klein-Rusland ·
23,4/24,7: Zelzate ·
17: Sas van Gent ·
22: Philippine ·
24: Sluiskil brug ·
26/63: Sluiskil ·
31/68: Terneuzen
0,0: Gent-Sint-Pieters ·
1,3: Gentbrugge-Zuid ·
2,0: Gentbrugge ·
3,1: Gent-Heirnis ·
4,0: Gent-Dampoort ·
6,1: Gent-Muide ·
8,4: Wondelgem ·
9,1: Molenheide ·
10,9: Evergem ·
14,0: Sleidinge ·
16,0: Eeksken ·
17,8: Arisdonk ·
18,8: Waarschoot ·
22,7: Eeklo ·
23,9: Boelare ·
27,8: Balgerhoeke ·
29,9: Adegem ·
32,7: Maldegem ·
37,1: Donk ·
41,6: Sijsele ·
45,7: Assebroek ·
48,3: Steenbrugge ·
51,4: Brugge